# Frank L. Culin

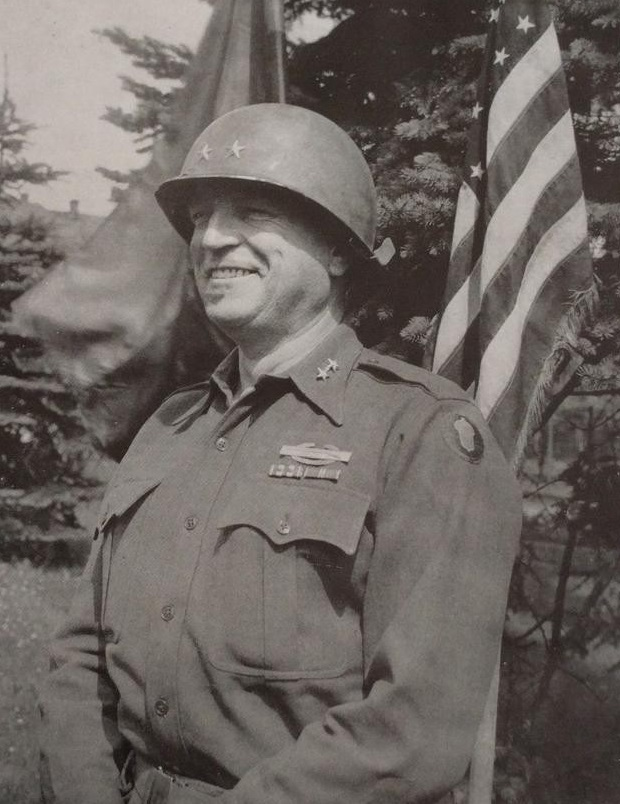
Frank L. Culin Jr. (1946)

Frank Lewis Culin Jr. (* 31. März 1892 in Seattle, Washington; † 31. Dezember 1967 in Pebble Beach, Kalifornien) war ein Generalmajor der United States Army. Er war unter anderem Kommandeur der 87. Infanteriedivision.
Frank Culin war ein Sohn von Frank Lewis Culin Sr. (1868–1938) und dessen Frau Elizabeth I. Harding (1872–1947). Die Familie zog in seiner Jugend zunächst nach San Francisco und später nach Tucson in Arizona. Der jüngere Culin besuchte in diesen Städten die öffentlichen Schulen. Bis 1915 studierte er an der University of Arizona. Dort absolvierte er auch eine militärische Ausbildung. 1916 erreichte er die Aufnahme in das Offizierskorps des US-Heeres. In der Armee durchlief er anschließend alle Offiziersränge vom Leutnant bis zum Zwei-Sterne-General. Im Lauf seiner militärischen Karriere absolvierte Culin verschiedene Kurse und Schulungen. Dazu gehörten unter anderem die Army Service School, die United States Army Infantry School, das Command and General Staff College und das United States Army War College.
Gleich zu Beginn seiner Laufbahn nahm er an der Mexikanischen Expedition teil. Während des Ersten Weltkriegs gehörte er den American Expeditionary Forces an und diente im 30. Infanterieregiment, das der 3. Infanteriedivision unterstand. Culin kommandierte eine Kompanie und war an mehreren Schlachten beteiligt. Dazu gehörten die Schlacht an der Marne, die Schlacht von St. Mihiel und die Maas-Argonnen-Offensive.
In den 1920er und 1930er absolvierte er den für Offiziere in den entsprechenden Rangstufen üblichen Dienst in unterschiedlichen Einheiten und Standorten. Dazu gehörten auch Aufgaben als Stabsoffizier in verschiedenen Hauptquartieren. Ebenfalls in jenen Jahren absolvierte er die meisten der oben angeführten Studien an militärischen Schulen. Anfang der 1920er Jahre war er auf den Philippinen stationiert, danach kommandierte er zwischen 1923 und 1927 das Reserve Officer Training Corps.
Nach verschiedenen weiteren Verwendungen in den 1930er Jahren erhielt Frank Culin im September 1941 das Kommando über das 32. Infanterieregiment, das er bis Juni 1943 innehatte. In diese Zeit fiel der Eintritt der Vereinigten Staaten in den Zweiten Weltkrieg. Mit diesem Regiment war er an der Schlacht um die Aleuten beteiligt. Anschließend wurde er Stabsoffizier bei der 10. Gebirgsdivision, die sich damals noch nicht im Kriegseinsatz befand, sondern auf einen zukünftigen Einsatz vorbereitet wurde. Zwischen April 1944 und September 1945 kommandierte Frank Culin die 87. Infanteriedivision, die ab Dezember 1944 auf dem europäischen Kriegsschauplatz eingesetzt war. Die Division drang zusammen mit anderen Einheiten weit nach Deutschland vor. Mitte April 1945 erreichte die Division die Tschechoslowakei. Zwischenzeitlich hatten Culins Truppen auch Koblenz eingenommen, wo er für einige Tage als Militärbürgermeister fungierte. Im Juli 1945 kehrte die Division in die USA zurück. Dort wurde sie für eine geplante Landung auf den japanischen Hauptinseln vorbereitet, zu der es aber dann wegen der japanischen Kapitulation nicht mehr kam. Nach seiner Zeit als Divisionskommandeur leitete Culin für einige Zeit den Infantry Replacement Center in Florida. Am 30. November 1946 trat er in den Ruhestand.
Frank Culin verbrachte seinen Lebensabend in Monterey in Kalifornien. Der seit 1918 mit Ella Greene Sneed (1897–1980) verheiratete Offizier starb am 31. Dezember 1967 und wurde auf dem Friedhof im Evergreen Memorial Park in Tucson beigesetzt.

## Orden und Auszeichnungen
Frank Culin erhielt im Lauf seiner militärischen Laufbahn unter anderem folgende Auszeichnungen:
- Army Distinguished Service Medal
- Silver Star
- Bronze Star Medal
- Air Medal
- Mexican Border Service Medal
- World War I Victory Medal
- American Defense Service Medal
- Asiatic-Pacific Campaign Medal
- European-African-Middle Eastern Campaign Medal
- World War II Victory Medal